# Nupserha quadrimaculata
Nupserha quadrimaculata là một loài bọ cánh cứng trong họ Cerambycidae.